# Сердце дракона (фильм, 1985)
«Сердце дракона» (иер. трад. 龍的心, упр. 龙的心, кант.-рус.: Лун тик сам, англ. Heart of the Dragon) — гонконгский драматический боевик 1985 года, снятый Саммо Хуном по сценарию Барри Вона. Главные роли исполнили Джеки Чан и Саммо Хун.

## Сюжет
Молодой полицейский Тат узнаёт, что его умственно отсталый брат Тоутоу во время игры с малышней в «грабителей» находит сумку, полную золота. Сумка — товар банды гангстеров. Они от своего человека (который во время игры принял Тоутоу за настоящего бандита и, бросив сумку, удрал) узнали о пропаже, но, проследив за Тоутоу, находят сумку и похищают парня. Они требуют у Тата выпустить того человека (после исчезновения сумки полиция взяла его под стражу) в обмен на брата. При помощи своих старых друзей, они проникают на стройку (штаб бандитов) и после многих поединков освобождают Тоутоу. Но за это их арестовывает полиция. Отсидев срок, Тат снова возвращается к воспитанию своего отсталого братца.

## В ролях
- Джеки Чан — Тат
- Саммо Хун — Тоутоу
- Мелвин Вон[кит.] — инспектор Вон Чёкнам
- Чун Фат[англ.] — подручный Тхиньчёня
- Дик Вэй — подручный Тхиньчёня
- Ман Хой[англ.] — Янь
- Филлип Ко — подручный Тхиньчёня
- Тхай Поу[кит.] — Сиупхан
- Джеймс Тянь — Кам Тхиньчёнь
- Питер Чань[исп.] — Лун
- Юнь Ва[англ.] — Ва
- Чинь Калок[англ.] — Лок
- Деннис Чань — официант в ресторане
- Тхай Сань — подручный Тхиньчёня
- Лэй Хойсан[англ.] — хулиган в ресторане
- Чиу Чилин[англ.] — хулиган в ресторане
- Сань Куай[кит.] — хулиган в ресторане
- Тедди Ип[кит.] — управляющий ресторана
- Вон Ха — хулиган в ресторане
- Фун Хаконь — хулиган в ресторане
- Чён Куоква — хулиган в драке на парковке
- Соу Хансюнь[англ.] — жена владельца чайного ресторана
- Чен Манха[кит.] — седьмая тётя
- Чён Кинпо
- Эмили Чжу[англ.] — Дженни
- У Ма[англ.] — владелец чайного ресторана
- Энтони Чань[англ.] — учитель Тоутоу
- Лам Чинъин — командир отряда спецназа
- Ву Фун[англ.] — директор школы
- Кори Юнь[англ.] — боец отряда спецназа
- Блэкки Ко[англ.] — подручный Тхиньчёня
- Чань Чхюнь — хулиган в ресторане

## Номинации и награды
| Год  | Кинопремия / кинофестиваль | Категория              | Претендент                                                                                        | Результат |
| ---- | -------------------------- | ---------------------- | ------------------------------------------------------------------------------------------------- | --------- |
| 1986 | 5-я Гонконгская кинопремия | Лучшая режиссура       | Саммо Хун                                                                                         | Номинация |
| 1986 | 5-я Гонконгская кинопремия | Лучшая мужская роль    | Джеки Чан                                                                                         | Номинация |
| 1986 | 5-я Гонконгская кинопремия | Лучшая хореография     | Ассоциация каскадёров Саммо Хуна                                                                  | Номинация |
| 1986 | 5-я Гонконгская кинопремия | Лучшая музыка к фильму | Лам Маньи                                                                                         | Номинация |
| 1986 | 5-я Гонконгская кинопремия | Лучшая песня           | «Кто может быть зависимым» (кит. 誰可相依) Музыка: Лам Маньи Слова: Кельвин Пхунь Вокал: Джули Су | Победа    |